# Амусин, Иосиф Давидович
Ио́сиф Дави́дович Аму́син (29 ноября 1910, Витебск — 12 июня 1984, Ленинград) — советский историк, гебраист, кумрановед, папиролог, доктор исторических наук (1965; по совокупности работ, защитил диссертацию в виде научного доклада). Ученик С. Я. Лурье и В. В. Струве. Жена — историк Лия Глускина.

## Биография
Родился в семье сортировщика мехов Давида Львовича Амусина и Эммы Моисеевны Шпиц. В 1928 году был арестован и осуждён за участие в молодёжном сионистском кружке (реабилитирован в 1989 году). По возвращении из ссылки учился на историческом факультете Ленинградского университета (1934—1941 гг.). Повторно арестован в 1938 году; в заключении по 1939 год.
Участник Великой Отечественной войны, награждён медалями.
После 1945 года преподавал в Ленинградском педагогическом институте им. А. И. Герцена и в ЛГУ. В 1949 защитил кандидатскую диссертацию на тему «Послание императора Клавдия к александрийцам (41 г. н. э.) как источник для социально-политической истории I в. н. э.». В период «борьбы с космополитизмом» потерял работу и был вынужден покинуть Ленинград; в 1950—1954 преподавал в Ульяновском педагогическом институте. По возвращении работал научным сотрудником в Ленинградском отделении Института Археологии и (с 1959) в Институте Востоковедения АН СССР. С конца 1950 гг. занимался кумранистикой («рукописи Мёртвого моря»), которой посвятил около 100 работ (основные: «Тексты Кумрана», Вып. 1. М., 1971; «Кумранская община». М., 1983).
Одним из первых среди советских историков выступил против мифологической школы, высказав мнение об историчности образа Христа. В своих трудах изучал черты сходства и различия между кумранской общиной и первохристианской Церковью. Автор более 80 статей большая часть которых посвящена кумранским текстам. Также автор статей по истории Древнего Рима и Древней Греции.
Умер в 1984 году, похоронен на Еврейском Преображенском кладбище в Ленинграде.

### Монографии
- Амусин, И. Д. Рукописи Мертвого Моря. — М.: Академия Наук СССР, 1960
- Амусин, И. Д. Кумранская община.— М.: «Наука», 1983.
- Амусин, И. Д. Находки у Мертвого Моря. — М., 1964 (также здесь).
- Амусин, И. Д. Рукописи Мертвого Моря. Доклад по опубликованным работам, представленным на соискание учёной степени доктора исторических наук. — Л., 1965
- Амусин, И. Д. Тексты Кумрана. / Вып. 1. Перевод с древнееврейского и арамейского, введение и комментарий И. Д. Амусина. — М.: «Наука» Главная редакция восточной литературы, 1971. — 491 с. (Памятники письменности Востока. (библ. с. 455—91)

### Статьи
на русском языке
- Амусин, И. Д. Документы из Ваади-Мурабба’ат// Вестник древней истории. — 1958. — № 1. — С. 104—124.
- Амусин, И. Д. Кумранский фрагмент «Молитвы» вавилонского царя Набонида // Вестник древней истории. — 1958. — № 4. — С. 104—117.
- Амусин, И. Д. Раскопки Хирбет-Кумрана и Айн-Фешхи. // Советская археология. — 1960. — № 2. — С. 289—300.
- Амусин, И. Д. К определению идеологической принадлежности Кумранской общины. // Вестник древней истории. — 1961. — № 1. — С. 3-22.
- Амусин, И. Д. Документы из Вади Мурабба’ат II. // Вестник древней истории. — 1961. — № 4. — С. 136—147.
- Амусин, И. Д. Кумранский Комментарий на Наума (4Q pNahum). // Вестник древней истории. — 1962. — № 4. — С. 101—110.
- Амусин, И. Д. Арамейский контракт 134 г. н. э. из окрестностей Мёртвого моря. // Древний мир. Сборник посвящённый академику В. В. Струве. — М., 1962. — С. 202—213.
- Амусин, И. Д., Гельцер М. Л. Надпись из «Мецаж Хашавяху» (Жалоба жнеца VII века до н. э.) // Вестник древней истории. — 1963. — № 3. — С. 118—125.
- Амусин, И. Д. Новые отрывки кумранского Комментария на Наума (4Q pNahum II—IV). // Вестник древней истории. — 1964. — № 1. — С. 35—37.
- Амусин, И. Д. Кумранский комментарий на кн. Наума («Пешер Нахум») // Хрестоматия по истории Древней Греции. / Под. ред. Д. П. Каллистова. — М., 1964. — С. 610—613.
- Амусин, И. Д. «Учитель праведности» Кумранской общины. // Ежегодник Музея истории религии и атеизма. VII. — М.—Л., 1964. — С. 253—277.
- Амусин, И. Д. Жребий последних защитников Масады. // Вестник древней истории. — 1965. — № 3. — С. 218.
- Амусин, И. Д. Новейшие открытия и публикации рукописей из района Мёртвого моря. // Г. Штоль. Пещера у Мёртвого моря. — М., 1965. — С. 3-26.
- Амусин, И. Д. Новейшие публикации рукописей Мёртвого моря (1961—1964) // Семитские языки. — М., 1965. — вып. 2 (ч. 1). Материалы первой конференции по семитским языкам 26-28 октября 1964 г. — С. 81-94.
- Амусин, И. Д. Из кумранской антологии эсхатологических текстов (4Q Florilegium) // КСИНА. — 1965. — № 86. — С. 56-66.
- Амусин, И. Д. «Избранник Бога» в кумранских текстах. // Вестник древней истории. — 1966. — № 1. — С. 73—79.
- Амусин, И. Д. Кумранская параллель к сообщению Плиния Старшего о ессеях // Iноземна філологія. вып. 9. Питання класичной філологi. № 5. Збірник присвячено пам’ятi проф. С. Я. Лур’е. — Львів, 1966. — С. 58—60. («Иностранная филология». Вып. 9. Вопросы классической филологии, № 5. Львов, 1966, с. 58—60.)
- Амусин, И. Д. Новый эсхатологический текст из Кумрана (IIQ Melch) и древнерусская апокрифическая традиция. // Письменные памятники и проблемы истории культуры народов Востока. Тезисы докладов 3-й годичной научной сессии ЛО ИНА АН СССР, май 1967. — Л., 1967. — С. 37—39.
- Амусин, И. Д. Новый эсхатологический текст из Кумрана (IIQ Melchisedek). // Вестник древней истории. — 1967. — № 3. — С. 45—62.
- Амусин, И. Д. Медный свиток и его изучение. // Аллегро Дж. М. Сокровища Медного свитка. / Пер. с англ. Г. М. Бауэра. — М., 1967. — С. 4—15.
- Амусин, И. Д. Кумранские Комментарии. // Вестник древней истории. — 1968. — № 4. — С. 91-108.
- Амусин, И. Д. Кумранский комментарий на Осию (4QpHosb II) (Исторический фон и датировка) // Вестник древней истории. — 1969. — № 3. — С. 82—88.(копия)
- Амусин, И. Д. К датировке кумранского комментария на Осию. // Письменные памятники Востока. — Л., 1969. — С. 3-6.
- Амусин, И. Д. К 4Q Testimonia. // Письменные памятники Востока. — 1970. — С. 36—39
- Амусин, И. Д. Исторический фон кумранского комментария на Исайю. // Письменные памятники Востока. Вып. 9. — Л., 1973. — С. 51—55.
- Амусин, И. Д. Клятва ессеев. // Вестник древней истории. — 1975. — № 1. — С. 151—158.
- Амусин, И. Д. О возможной кумранской реминисценции у " Псевдо-Киприана. // Вестник древней истории. — 1977. — № 1. — С. 196—206.
- Амусин, И. Д. Кумранский учитель праведности и апокриф «Завет Левин».// Письменные памятники Востока. Вып. 13. — Л., 1977. — С. 79—82.
- Амусин, И. Д. К истолкованию кумранского фрагмента 4Q 161 (исторический фон и датировка). // Вестник древней истории. — 1979. — № 3. — С. 155—163.
- Амусин, И. Д. Magister unitatis у Псевдо-Киприана и кумранский more hayyabad. // "Проблемы античной истории и культуры (Доклад на XIV Международной конференции античников социалистических стран «Эйрене»). — Ереван, 1979. — С. 25—31.
- Амусин, И. Д. К вопросу о зависимости сообщения о ессеях в древнерусском переводе Флавия от «Философумены». // Древний Восток и мировая культура. — М., 1981. — С. 128—132.
- Амусин, И. Д. Отражение исторических событий I в. до н. э. в кумранских Комментариях. // «Oikoumene». — № 3. — Budapest, 1982. — С. 231—253.

на других языках
- Amusin J. D. Ad Pap. Lond. 1912. // JJP. — Vol. 9—10. — 1956. — P. 169—209.
- Amoussine J. D. Ephraim et Manasse dans le Pesher de Na-hum (4Q pNahum). // RQ. — № 15. — 1963. — P. 389—396.
- Amoussine J. D. Spuren antiqumranischer Polemik in der talmu-dischen Tradition. // QP. — 1963. — P. 5—27.
- Amoussine J. D. The Qumran Commentaries and Their Significance for the History of the Qumran Community. Moscow, 1967 (XXVII International Congress of Orientalists. Papers presented by the U.S.S.R. Delegation).
- Amoussine J. D. Bemerkungen zu don Qumran-Kommentaren. // BQ. — 1968. — P. 9—19.
- Amoussine J. D. Observatiunculae Qumraneae. // RQ. — № 28. — 1971. — P. 533—552.
- Amoussine J. D. 4Q Testimonia, 15—17. // Hommages a Andre Du-pont-Sommer. — P., 1971. — P. 357—361.
- Amoussine J. D. A propos de Interpretation de 4Q161 (fragments 5—6 et 8). // RQ. № 31, 1974, e. 381—392.
- Amoussine J. D. The Reflection of Historical Events of the First Century В. С // Qumran Commentaries (4Q 161; 4Q 169; 4Q 166). — HUCA. 48, 1978. — P. 123—152.